# De Biervissen
De Biervissen is het 143ste album van Vlaamse stripreeks De avonturen van Urbanus en verscheen in 2011 in België. De tekenaar is Willy Linthout en het is door Urbanus geschreven.

## Verhaal
Als Cesar een bierwedstrijd wint, wordt hij ernstig ziek en kan één druppel alcohol zijn dood betekent. Urbanus haalt een Wii in huis en Cesar moet doen alsof hij pinten drinkt. Eufrazie begint ook te doen alsof ze poetst. Het huis wordt echter zo smerig dat ze naar de kust gaan. Daar ontdekt Cesar een nieuwe soort vis: de biervis. Het bier is blauw maar veel lekkerder dan gewoon en dokter Kattenbakvulling raad het bier zelfs aan. Urbanus en Cesar beginnen een café dat heel populair wordt in Tollembeek. Maar Caspar, de winnaar die de in de bierfeesten van Tollembeek iedereen bedroog en door Cesar van zijn troon is gestoten, wil wraak.

## Culturele verwijzingen
- In dit album zijn koning Albert II en koningin Paola ook op reis naar de zee.
- Als Cesar de Biervissen ontdekt, geeft een visser ze de Latijnse 'Piscis Cerevesia' dat letterlijk betekent 'visbier'.
- De familie Urbanus en andere inwoners van Tollembeek houden een feestje in een flat en zingen het liedje van de charmezanger Bart Kaëll, De Marie-Louise.